# Rhigioglossa andrewesi
Rhigioglossa andrewesi är en tvåvingeart som beskrevs av Chainey 1987. Rhigioglossa andrewesi ingår i släktet Rhigioglossa och familjen bromsar. Inga underarter finns listade i Catalogue of Life.